# Grand Prix Formule 1 van Zuid-Afrika 1980
De Grand Prix Formule 1 van Zuid-Afrika 1980 werd gehouden op 1 maart 1980 in Kyalami.

## Uitslag
| Positie | Nr | Rijder                | Team            | Ronden | Tijd/Opgave      | Startplaats | Punten |
| ------- | -- | --------------------- | --------------- | ------ | ---------------- | ----------- | ------ |
| 1       | 16 | René Arnoux           | Renault         | 78     | 1:36:52.54       | 2           | 9      |
| 2       | 26 | Jacques Laffite       | Ligier-Ford     | 78     | +34.07           | 4           | 6      |
| 3       | 25 | Didier Pironi         | Ligier-Ford     | 78     | +52.49           | 5           | 4      |
| 4       | 5  | Nelson Piquet         | Brabham-Ford    | 78     | +61.02           | 3           | 3      |
| 5       | 28 | Carlos Reutemann      | Williams-Ford   | 77     | +1 Ronde         | 6           | 2      |
| 6       | 30 | Jochen Mass           | Arrows-Ford     | 77     | +1 Ronde         | 19          | 1      |
| 7       | 3  | Jean-Pierre Jarier    | Tyrrell-Ford    | 77     | +1 Ronde         | 13          |        |
| 8       | 20 | Emerson Fittipaldi    | Fittipaldi-Ford | 77     | +1 Ronde         | 18          |        |
| 9       | 14 | Clay Regazzoni        | Ensign-Ford     | 77     | +1 Ronde         | 20          |        |
| 10      | 6  | Ricardo Zunino        | Brabham-Ford    | 77     | +1 Ronde         | 17          |        |
| 11      | 7  | John Watson           | McLaren-Ford    | 76     | +2 Rondes        | 21          |        |
| 12      | 11 | Mario Andretti        | Lotus-Ford      | 76     | +2 Rondes        | 15          |        |
| 13      | 17 | Geoff Lees            | Shadow-Ford     | 70     | Ophanging        | 24          |        |
| NF      | 23 | Bruno Giacomelli      | Alfa Romeo      | 69     | Motor            | 12          |        |
| NF      | 15 | Jean-Pierre Jabouille | Renault         | 61     | Lekke band       | 1           |        |
| NF      | 4  | Derek Daly            | Tyrrell-Ford    | 61     | Lekke band       | 16          |        |
| NF      | 21 | Keke Rosberg          | Fittipaldi-Ford | 58     | Ongeluk          | 23          |        |
| NC      | 22 | Patrick Depailler     | Alfa Romeo      | 53     | Niet geklasseerd | 7           |        |
| NF      | 27 | Alan Jones            | Williams-Ford   | 34     | Versnellingsbak  | 8           |        |
| NF      | 2  | Gilles Villeneuve     | Ferrari         | 31     | Transmissie      | 10          |        |
| NF      | 1  | Jody Scheckter        | Ferrari         | 14     | Motor            | 9           |        |
| NF      | 29 | Riccardo Patrese      | Arrows-Ford     | 10     | Spin             | 11          |        |
| NF      | 31 | Eddie Cheever         | Osella-Ford     | 8      | Spin             | 22          |        |
| NF      | 12 | Elio de Angelis       | Lotus-Ford      | 1      | Spin             | 14          |        |
| NS      | 8  | Alain Prost           | McLaren-Ford    |        | Gebroken pols    |             |        |
| NQ      | 18 | Dave Kennedy          | Shadow-Ford     |        |                  |             |        |
| NQ      | 10 | Jan Lammers           | ATS-Ford        |        |                  |             |        |

## Statistieken
| Pole-position | Jean-Pierre Jabouille | Renault | 1:10.00 |
| Snelste ronde | René Arnoux           | Renault | 1:13.15 |

## Noot
- Dit was de vijfde podiumplaats voor René Arnoux.

1960 · 1960 II · 1961 · 1962 · 1963 · 1965 · 1966 · 1967 · 1968 · 1969 · 1970 · 1971 · 1972 · 1973 · 1974 · 1975 · 1976 · 1977 · 1978 · 1979 · 1980 · 1981 · 1982 · 1983 · 1984 · 1985 · 1992 · 1993